# Vissenbjerg
Vissenbjerg è un centro abitato danese situato nella regione della Danimarca Meridionale nel comune di Assens.
La cittadina è situata 16 km a ovest di Odense su un altopiano collinoso di origine glaciale. Il centro abitato è situato a 155 m s.l.m. e le salite che portano alla cittadina sono frequentate da ciclisti e spesso incluse nel percorso della competizione ciclistica Fyen Rundt.